# Domján József (zalai alispán)
Domjánszegi Domján József (Zalalövő, 1765. október 23.–Zalalövő, 1831. szeptember 23.), királyi udvarnok, táblabíró, zalalövői földbirtokos, 1819 és 1825 között zalai alispán, Zala vármegye első állandó levéltárnoka. 

## Családja és származása
A zalamegyei nemesi domjánszeghi Domján család sarja. Atyja domjánszegi Domján József, földbirtokos, anyja egyházasszecsődi Szecsödy Katalin asszony volt. Idősebb Domján József 1777. szeptember 9.-e és 1786. június 14.-e között a zalalövői járás esküdtje volt. A domjánszegi Domján család 1570. április 4-én szerzett nemességet Miksa magyar királytól. Ifjabb Domján József fivére domjánszegi Domján László (1777–1811), földbirtokos, akinek a neje hertelendi Hertelendy Anna (1762–1811) volt.

## Élete
Ifjabb Domján József alaptanulmányai befejezése után a vármegye szolgálatába állt. Domján József, valóban jelentős Zala megyei hivatali pályafutással büszkélkedhetett; Zalalövő egyik legtekintélyesebb földesura lett Tuboly Borbála felesége öröksége révén.  1791. augusztus 19.-étől 1794. szeptember 4.-éig zalai levéltárnok volt; ekkor a főispán Háry Farkast nevezte ki Zala új levéltárnokká. 1795. május 4.-étől 1803. augusztus 22.-éig a lövői járás alszolgabírája; 1798. június 19. -étől pedig egyben a járás főszolgabírája volt 1819. július 5.-éig; mellette nemesnépi Marton György zalalövői alszolgabíró tevékenykedett. Utóbbi hivatalát Domján József kerek két évtizedig töltötte be egyetemes megelégedéssel a járásbeli emberek között. 1819. július 5.-én első alispánnak jelölték, azonban alig néhányan szavaztak rá; az első alispán hertelendi és vindornyalaki Hertelendy György lett, akit mezőszegedi Szegedy Ferenc az akkori liberális érzelémű alispán támogatott. Másnap azonban 612 szavazattal (410 ill. 85 szavazat ellenében) választották meg Zala megye másodalispánjává Domján Józsefet. Domján József másodalispáni megválasztása azért nevezetes, mert Zala megye tisztújítását ekkor előzte meg első ízben nagyarányú korteskedés (etetés-itatás), és a választásra korábban soha nem látott választói tömeg jelenlétében, fejenkénti szavazással került sor. Domján 1825 június 6.-áig, 6 éven át volt a megye alispánja, akkor éppen pallini Inkey Imre váltotta fel hivatalában.
Idősebb korára visszavonult a közigazgatási életből és földbirtokán gazdálkodott; 1831. szeptember 23-án hunyt el Zalalövőn. Mindkettő nőtlen fiú gyermekében kihalt Domján Józsefnek az ága.

## Házasságai és gyermekei

A tubolyszegi Tuboly család címere

1797. május 7.-én feleségül vette Rábahídvégen, egervári Egerváry Mária Julianna (Rábahídvég, 1775. február 15.–Zalalövő, 1798. február 18.) kisasszonyt, akinek a szülei egervári Egerváry Lajos (1743–1786), földbirtokos és vönöczki Benkő Klára voltak. Az apai nagyszülei egervári Egerváry Antal, (1706–†?), Vas vármegyei főszolgabíró, földbirtokos és lukafalvi Zarka Julianna voltak. Az igen rövid házasságukból egyetlenegy fiú született:
- Domján József "Imre" (Zalalövő, 1798. február 4.–†?), jogász,[6] a zalalövői járás alszolgabírája 1819 és 1825 között, földbirtokos.

Második felesége, tubolyszeghi Tuboly Borbála Anna (Szentliszló, 1780. október 25.–Zalalövő, 1832. február 25.), akinek a szülei tubolyszeghi Tuboly László (1756–1828) költő, szabadkőműves, főszolgabíró, nyelvújító, és az eőri és boldogfai Farkas családból való boldogfai Farkas Erzsébet Dorottya (1761–1801) voltak. Tuboly Lászlóné boldogfai Farkas Erzsébet szülei boldogfai Farkas Ferenc (1713–1770) zalai alispán, földbirtokos, valamint barkóczi és hadenbergi Rosty Anna (1722–1784) voltak. Domján Józsefné Tuboly Borbálának a
fivére tubolyszeghi Tuboly Mihály (1798–1872), Zala vármegye főjegyzője, táblabíró, földbirtokos. Domján József a második házassága révén egy jelentős birtokadományhoz jutott Zalalövőn, amely eredetileg az asszony felmenőitől, ősrégi osztopáni Perneszy családtól, származott. Domján József és Tuboly Borbála házasságából született:
- Domján József (Zalalövő, 1800. szeptember 24.–†?),
- Domján László József (Zalalövő, 1802. augusztus 23.–Zalalövő, 1802. augusztus 24.)
- Domján Lajos Bálint (Zalalövő, 1804. február 15.–†?)
- Domján Rozália Borbála (Zalalövő, 1805. november 1.–Zalalövő, 1855. május 13.).[9] Férje: szentpéterúri Ágoston József (Alsónemesapáti, 1799. március 15.–Zalaegerszeg, 1869. április 19.), Zala vármegye első alügyésze, táblabíró, földbirtokos, ügyvéd, zalalövői alszolgabíró.[10]
- Domján Sándor Pál (Zalalövő, 1806. november 14. –Zalalövő, 1835. szeptember 14.), zalalövői esküdt. Nőtlen.
- Domján Károly Ignác (Zalalövő, 1808. április 11.–Zalalövő, 1810. május 11.)
- Domján Julianna Erzsébet Beatrix (Zalalövő, 1809. május 11.–Zalalövő, 1849. május 23.).[11] Férje: muzsaji Hetthéssy Péter (*Pósfa, 1797. június 22. –Zalalövő, 1868. október 17.), táblabíró, földbirtokos.
- Domján József (Zalalövő, 1811. május 30. –Zalalövő, 1811. május 31.)
- Domján Miklós Sándor (Zalalövő, 1812. december 6.–Zalalövő, 1812. december 10.)
- Domján Borbála (Zalalövő, 1818. október 7.–†?)
- Domján János (Zalalövő, 1820. április 14.–†?)